# 彼得羅巴甫利夫卡 (布拉茨凱市鎮)
彼得罗巴甫利夫卡（烏克蘭語：Петропавлівка），是烏克蘭南部尼古拉耶夫州沃茲涅先斯克區布拉茨凱市鎮内的村庄。處於梅爾特沃維德河畔，面積1.76平方公里，海拔高度73米，2001年人口669。